# Moneda de diez céntimos de euro
Las monedas de 10 céntimos de euro son de aleación de aluminio-latón (oro nórdico). Tienen un diámetro de 19,75 mm, un grosor de 1,93 mm y un peso de 3,20 gramos. Su borde es festoneado (ondulado). Todas las monedas tienen una cara común (la cual cambió en 2007 con respecto a la original) y una cara nacional específica de cada país.